# Ruinen der Kirche von Shirgj

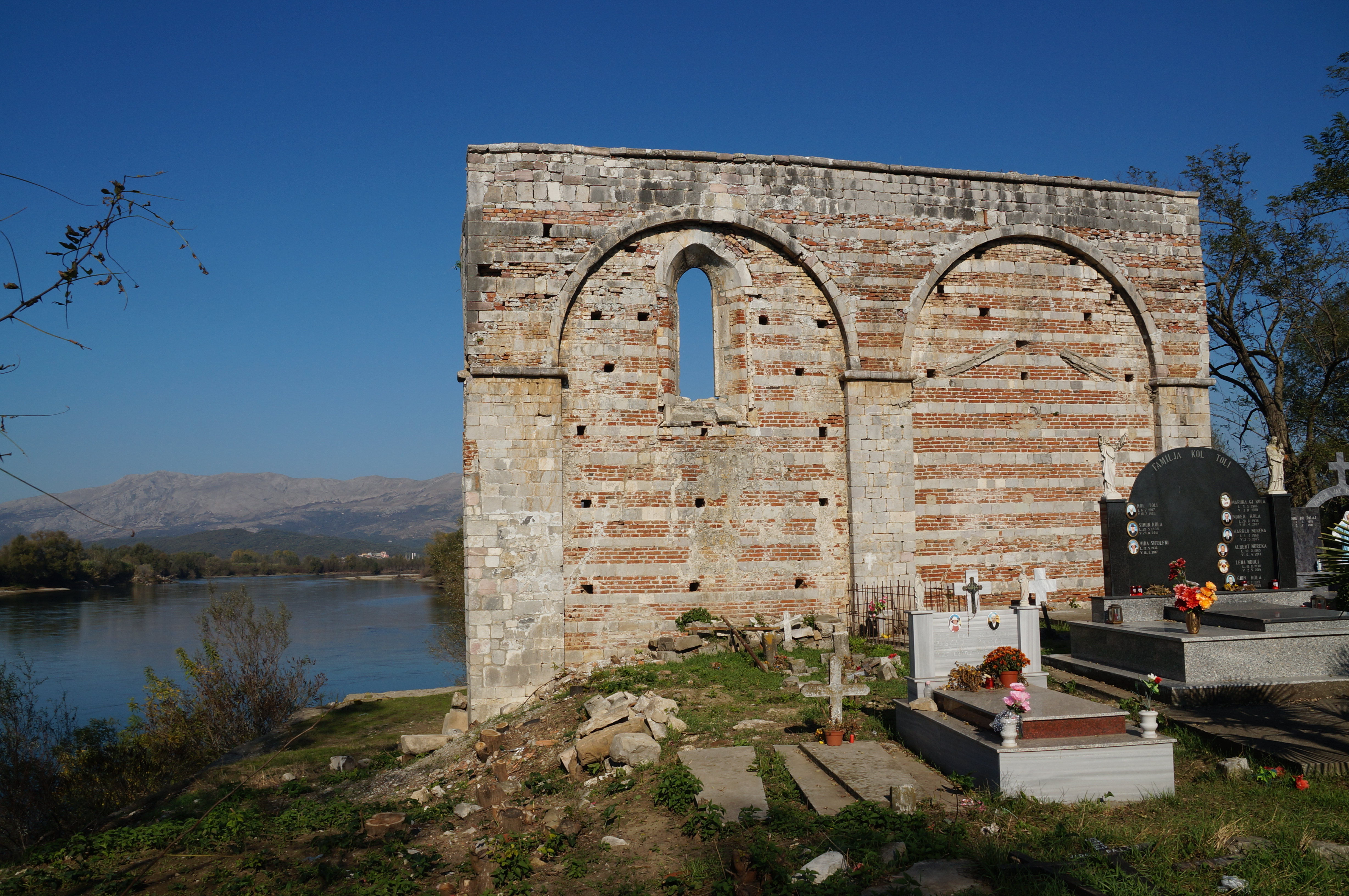
Die von einem kleinen Friedhof umgebenen Ruinen der Kirche am Ufer der Buna

Die Ruinen der Kirche von Shirgj (albanisch Rrenojat e Kishës se Shirgjit) sind ein Kulturdenkmal in Nordalbanien. Es handelt sich dabei um die Ruinen eines früheren Benediktinerklosters am Ufer der Buna beim Dorf Shirq. Die Kirche St. Sergius (Kisha e Shën Sergjit e Bakut) wurde im Jahr 1290 über einer frühbyzantinischen Basilika von der serbischen Königin Jelena Anžujska errichtet und den Heiligen Sergios und Bakchos gewidmet.

## Geschichte

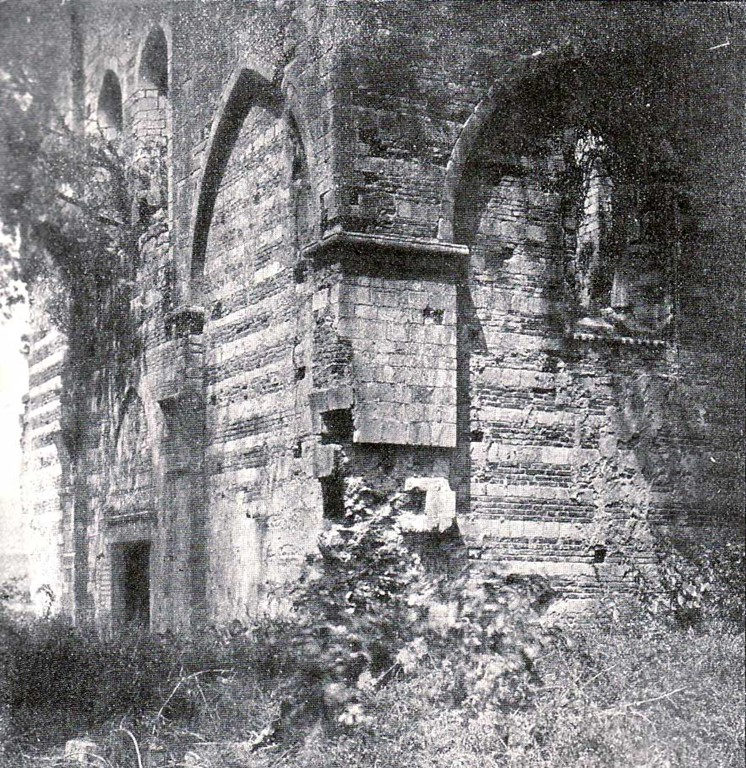
Foto aus den 1890er Jahren von Jules Alexandre Degrand

An der Stelle, wo Jelena Anžujska, die Ehegattin von Zar Stefan Uroš I., 1290 die Kirche errichten ließ, stand vermutlich bereits ein Vorgängerbau: Gemäß apokryphalen Dokumente soll das ursprüngliche Kloster von Justinian I. errichtet worden sein, während andere Quellen erwähnen, dass es bereits seit dem Jahr 1100 ein Kloster gegeben habe. Die Verwendung einer Säule aus schwarzem Granit aus Syrien, einem Material, das in den albanischen Basilikas aus dem 6. Jahrhundert oft verwendet wurde, legt nahe, dass der Vorgängerbau schon im 6. Jahrhundert erbaut worden war.
In einem Dokument, das mit 22. Oktober 1330 datiert ist, bezeichnet das Kloster als Treffpunkt des Fürsten von Raszien mit Abgesandten aus Ragusa. In einem weiteren Dokument aus dem Jahr 1333 wird das Kloster als Zollstelle des Fürstentums Raszien erwähnt. Oliver Jens Schmitt bezeichnet das Kloster als „einen der wichtigsten Handelsplätze des westlichen Balkans“ mit einer Reihe von Läden und Buden und Kaufleuten aus Venedig, Ragusa, Ulcinj und Bar. An diesem Flusshafen, der auch für große Schiffe erreichbar war, wurden unter anderem Blei und Silber aus serbischen Bergwerken und Waren für den Kosovo auf und von Schiffen verladen – weiter oben war die Buna aufgrund Mühlen und Wehre nicht mehr befahrbar. Es wurden Getreide, italienisches Tuch, Tiere und Holz gehandelt, und Shirgj war einer von nur vier Salzmärkten im serbischen Reich. Im Gegensatz zu Shirgj wurde in Shkodra damals kaum Handel getrieben. Geschützt wurde die Anlage durch Erdwälle und Palisaden. Um das Kloster und den Handelsplatz war auch ein Dorf entstanden; mit 48 Haushalten und rund 200 Einwohnern zu Ende des 14. Jahrhunderts war es eine der größten Siedlungen an der Buna, die schon fast einer Stadt glich.
In der Chronik des Priesters von Duklja ist verzeichnet, dass mehrere Mitglieder der Vojislavljević-Dynastie hier begraben wurden, darunter Mihailo I, Konstantin Bodin und Dobroslav.
Im 15. Jahrhundert ein wichtiges katholisches Zentrum, verlor das Kloster allmählich an Bedeutung: Schlecht wirtschaftende Äbte, kriegerische Wirren und zuletzt die Eroberung der Region durch die Türken im Jahr 1479 führten zum Niedergang des Klosters. Marin III. Bici, Bischof von Bar, schrieb 1611 in einem Bericht an den Vatikan, dass die Kirche stark beschädigt worden sei aufgrund der Anwesenheit der Osmanen in Albanien. 1684 berichtete Pjetër Bogdani, dass die Kirchglocke vergraben worden seien. Im Werk Illyricum Sacrum von Daniele Farlati wird die Kirche ebenfalls erwähnt. Das Kloster war die ganze aktive Zeit über dem Vatikan unterstellt.

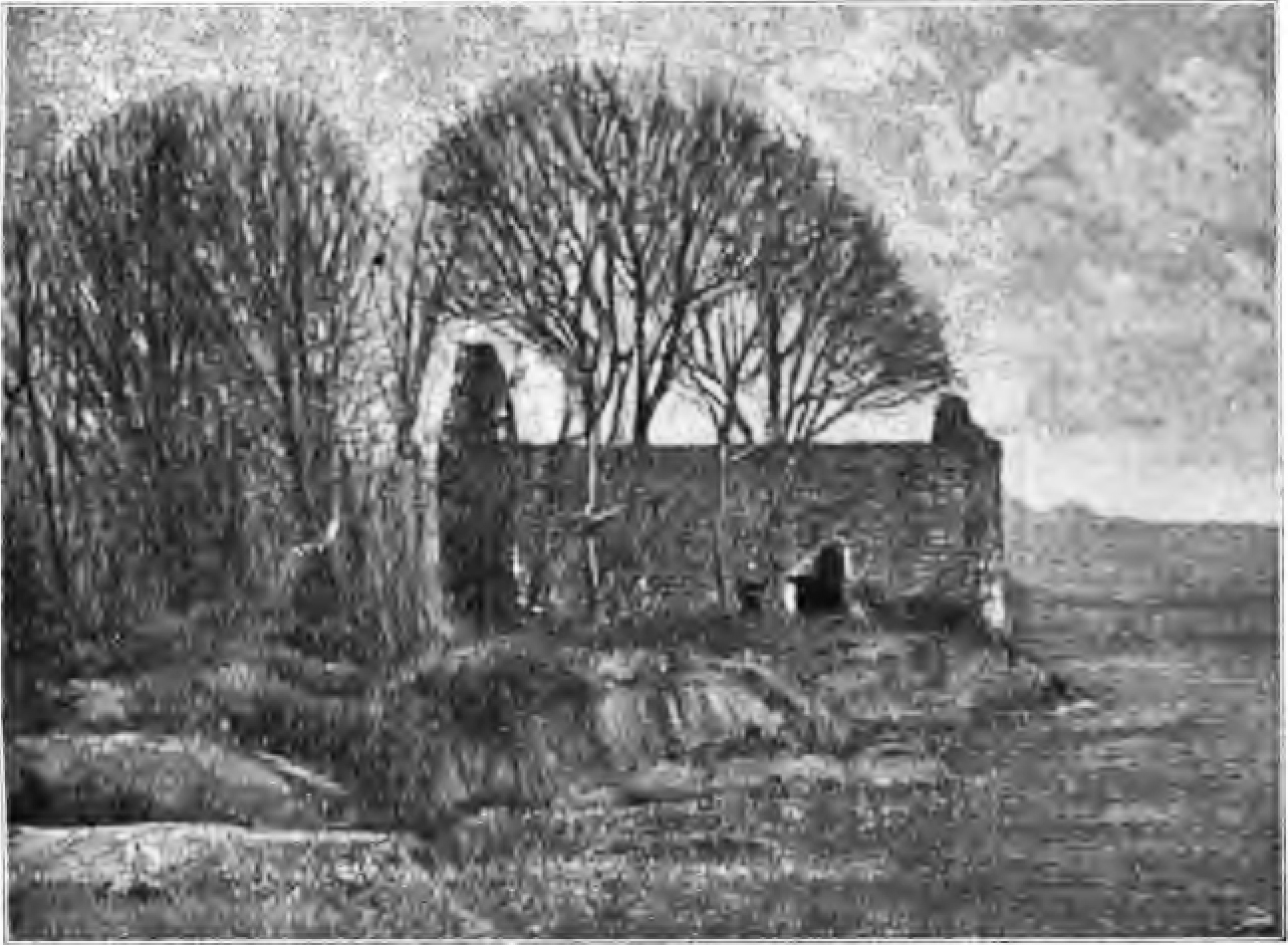
Die Ruinen ca. im Jahr 1900

Im Jahr 1790 informierte Erzbischof Frang Borci den Jesuiten Coletti, der als Assistent von Farletti an einer Neuauflage arbeitete, dass diese Kirche die schönste von ganz Albanien sei. Architektonisch war die Kirche eine Mischform: Die Bauform ist abendländisch, die Bauweise aber mehr byzantinisch geprägt. In der Klosterkirche, die rund 15 auf 30 Meter groß war, sollen angeblich bis zu 3000 Gläubige Platz gefunden haben.

„Die Klosterkirche selbst war das wohl schönste Gebäude in Nordalbanien überhaupt: eine Basilika mit wechselnden Schichten aus Quader- und Ziegelsteinen in drei hohen und schmalen Schiffen aufgeführt, gestützt von quadratischen Pfeilern, die in Spitzbogen endeten. Jedes Schiff war mit einer Apsis beschlossen; das Mittelschiff überragte die beiden Seitenschiffe. Das Portal war in romanischem Stil errichtet mit einem bogenförmigen Tympanon. Im Inneren sah man bemalte Wände und ein Mosaik am Boden. Bei dem Haupteingang konnte der Besucher zwei lalteinische Inschriften erkennen, die von den grosszügigen Stiftungen und Bauarbeiten auf älterem Grund berichteten, die auf Geheiss der serbischen Königin Helena und des Königs Milutin in den Jahren 1290–1293 ausgeführt worden waren.“

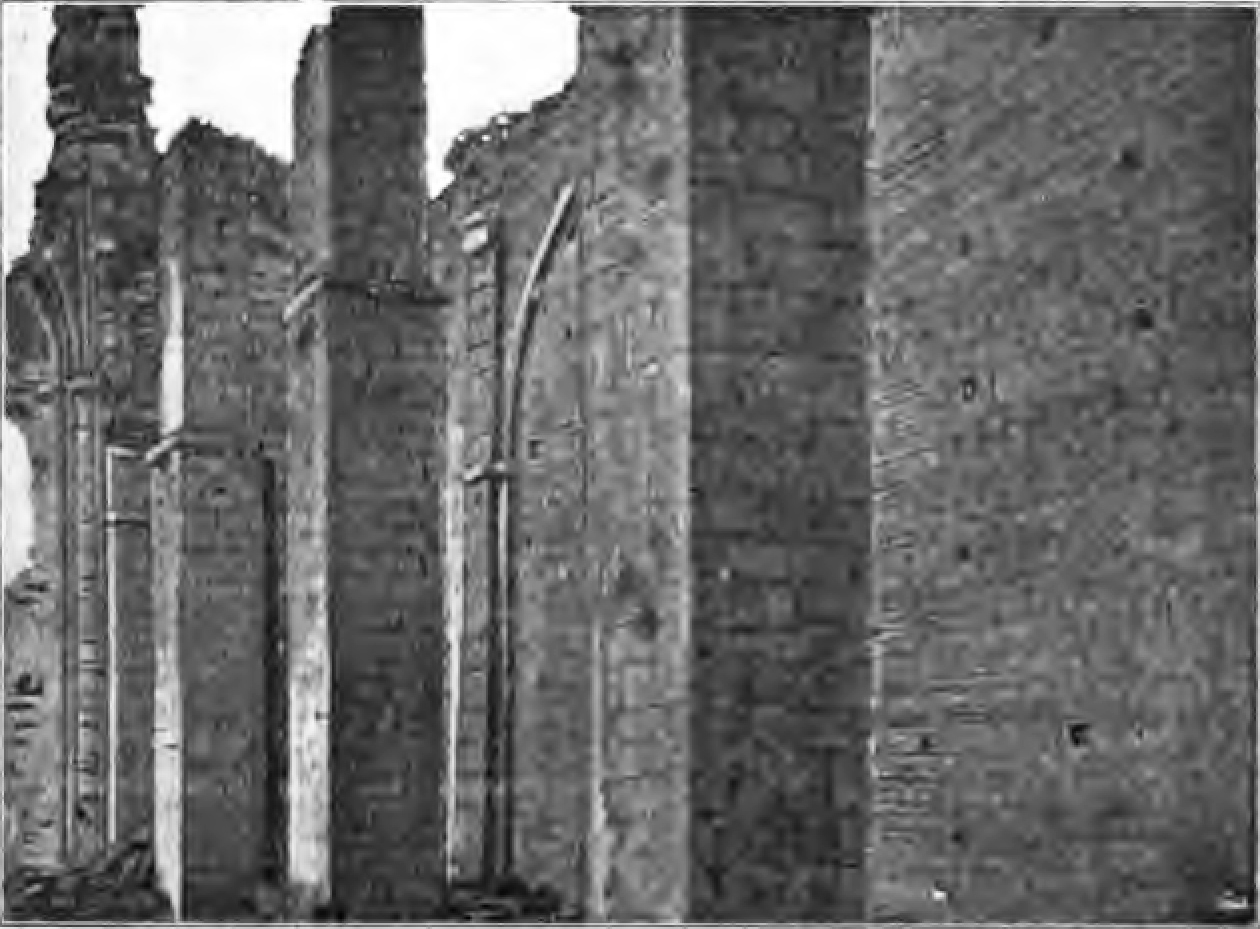
Die Ruinen ca. im Jahr 1900

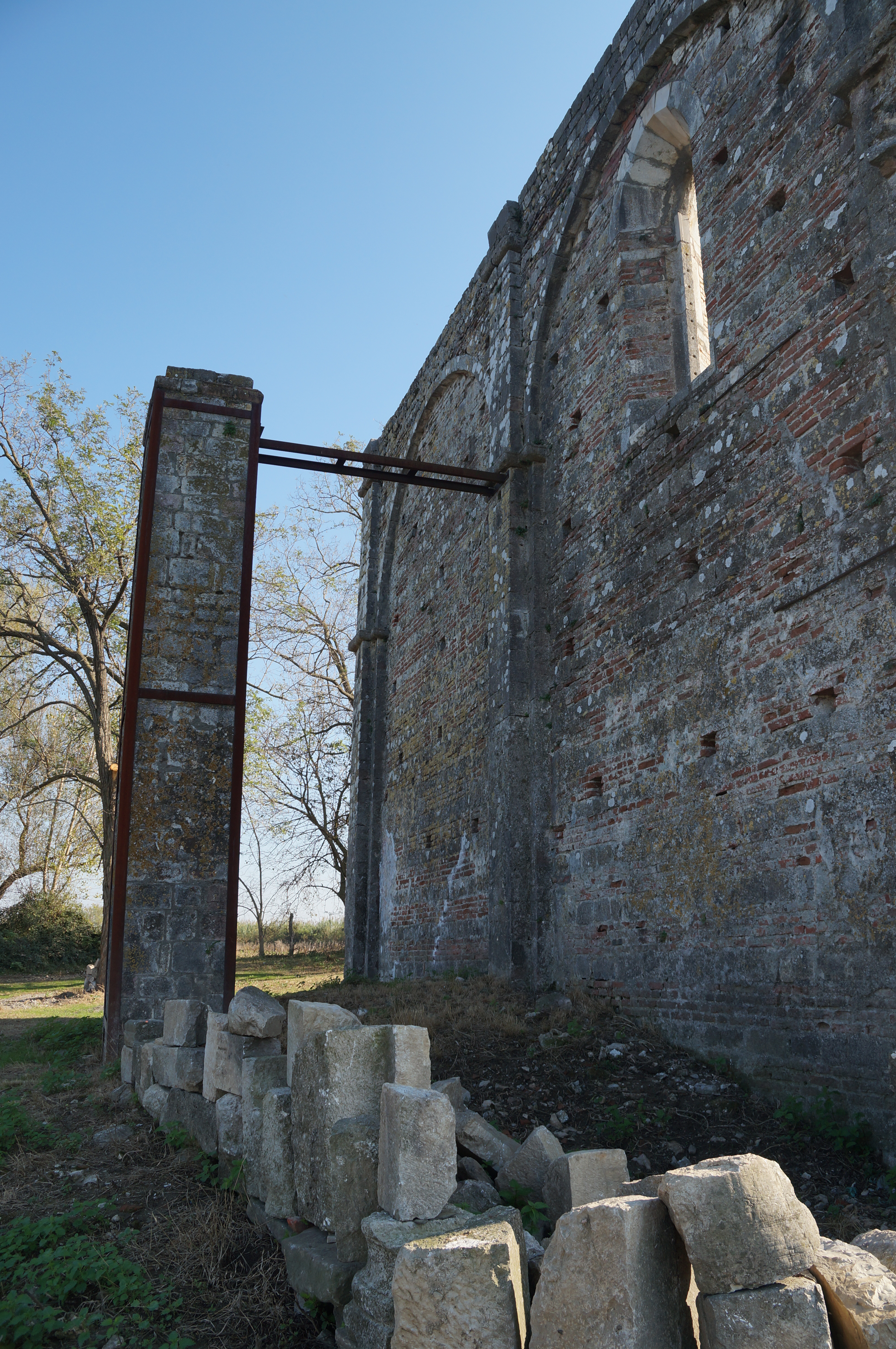
Die verbliebene Mauer und Säule

Erosion am Buna-Ufer führten in den letzten 200 Jahren zur allmählichen Zerstörung der Klosteranlage. Aleksandër Meksi erwähnt zudem ein schweres Erdbeben im Jahr 1949. Als der österreichische Konsul Theodor Ippen die Kirche in seinem 1907 publizierten Buch Skutari und die nordalbanische Küstenebene beschrieb, standen noch deutlich mehr Mauern als heute:

„Ihre linke Langmauer und ein Teil der Altarseite sind von der Bojana unterwaschen worden und in den Fluss bereits abgestürzt. Das Innere dient als Friedhof der Katholiken des wenige Minuten entfernten Dorfes Širdž das den Namen eines der beiden Heiligen bewahrt hat. Die einst mit Ziegeln gedeckte Kirche, eine Basilika, ist aussen in byzantinischer Weise im Rohbau ausgeführt: Quaderschichten wechseln mit Ziegelscharen ab. Sie zerfällt in drei sehr hohe, schmale Schiffe, welche auf quadratischen Pfeilern mit Spitzbogen bewölbt waren und von denen jedes durch eine Apsis abgeschlossen war. Das Mittelschiff war etwas höher. Rechts lässt sich ein späterer Anbau ausnehmen. Die Fensteröffnungen haben Spitzbogenumrahmungen in venezianischem Stile. […] Am Giebel der Stirnmauer befindet sich rechts ein Glockenaufbau. Die Innenwände waren, wie man an einigen Stellen an der Schichtenfolge noch erkennen kann, zweimal bemalt gewesen. Den Boden bedeckte ehedem Mosaik, auf das man beim Ausheben der Gräber stösst.“

Heute ist nur noch ein rund 14 Meter langer Rest der Südmauer der Kirche sowie ein Pfeiler des Innenraums erhalten. Die Ruine wurde 1973 von der sozialistischen Regierung zum Kulturdenkmal erklärt. 2014 besuchte der serbisch-orthodoxe Patriarch Irinej die Ruine. 2018 wurden Restaurierungsarbeiten ausgeführt.